# اوگاساوارا ناگامیچی
اوگاساوارا ناگامیچی (به ژاپنی: (小笠原 長行 Ogasawara Nagamichi); ۲۹ ژوئن ۱۸۲۲ – ۲۵ ژانویهٔ ۱۸۹۱ سامورایی، سیاستمدار در دوره باکوماتسو در شوگون‌سالاری توکوگاوا اهل قلمروی کاراتسو در ژاپن بود.